# Armadillidium ruffoi
Armadillidium ruffoi là một loài chân đều trong họ Armadillidiidae. Loài này được Arcangeli miêu tả khoa học năm 1940.